# هنری مرداک
هنری مرداک (انگلیسی: Henry Murdoch؛ ‏ ۱۷ سپتامبر ۱۹۲۰ – ۲۴ آوریل ۱۹۸۷) گله‌دار و بازیگر بومی استرالیا بود که در دههٔ ۱۹۴۰ و ۱۹۵۰ میلادی در سینمای استرالیا فعالیت داشت.
از فیلم‌هایی که وی در آن‌ها نقش داشته‌است، می‌توان به اسکار آرام و کانگورو اشاره نمود.